# Rochester (Minnesota)
Rochester é uma cidade localizada no estado americano do Minnesota, no Condado de Olmsted.

## Geografia
De acordo com o United States Census Bureau, a cidade tem uma área de 141,8 km², dos quais 141,4 km² estão cobertos por terra e 0,4 km² por água.

### Localidades na vizinhança
O diagrama seguinte representa as localidades num raio de 24 km ao redor de Rochester.

## Demografia
Segundo o censo nacional de 2010, a sua população é de 106 769 habitantes e sua densidade populacional é de 755,1 hab/km². É a terceira cidade mais populosa do Minnesota. Possui 45 683 residências, que resulta em uma densidade de 323,1 residências/km².

## Galeria de imagens

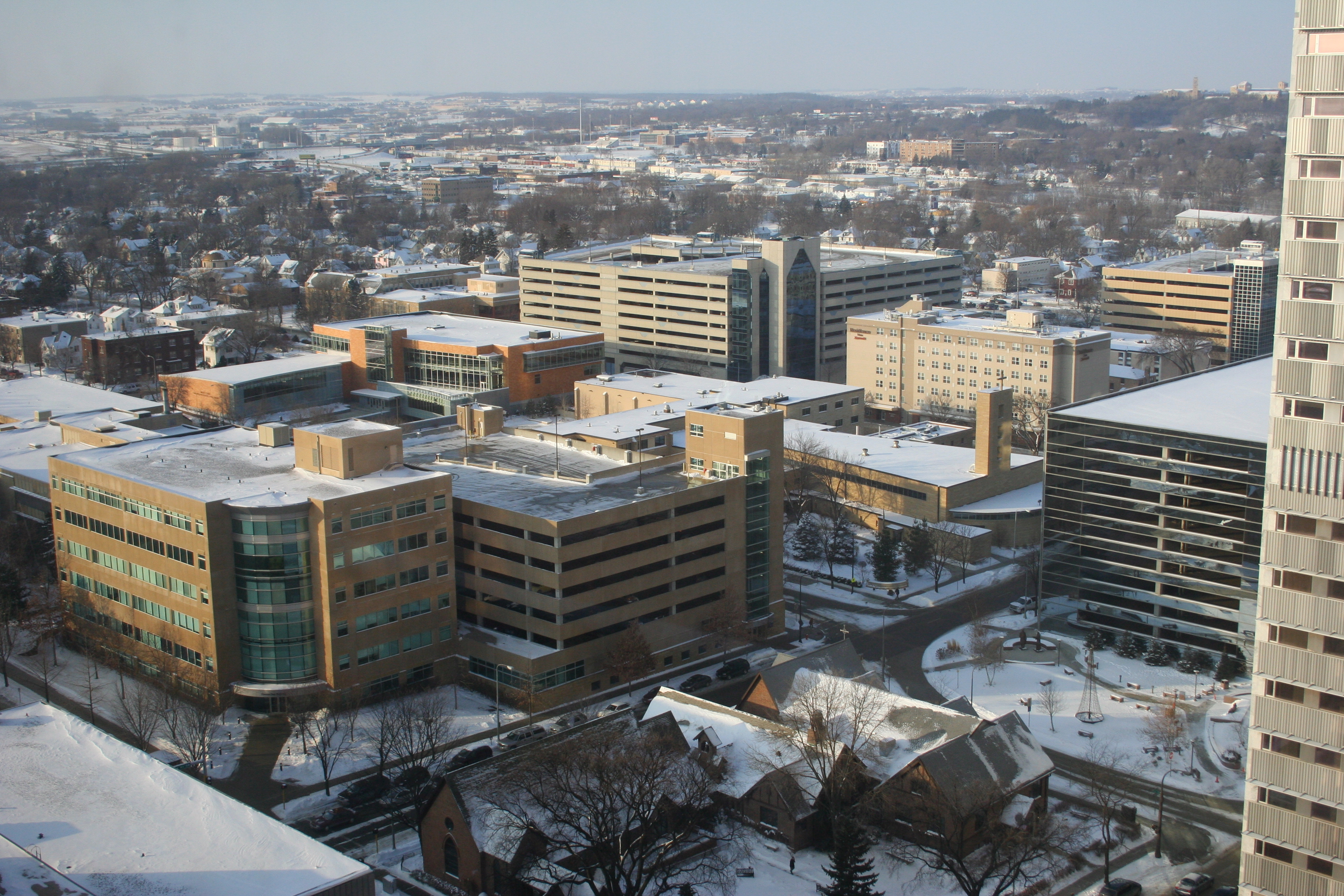
Rochester.